# Scoop (serie televisiva)
Scoop è una serie televisiva Québécoise del 1992-1995 ideata da Fabienne Larouche e Réjean Tremblay, realizzata dal regista George Mihalka. La serie è divisa in quattro stagioni per un totale di 52 puntate da 55 minuti l'una, è stata distribuita in Canada a cura della CBC dal 1992 al 1995.

## Trama
La serie racconta le avventure e la vita di Michael Gagné (l'attore canadese Roy Dupuis) che si innamora di Stephanie Rousseau (Macha Grenon), figlia del direttore del giornale al quale lavora, entrambi giornalisti del quotidiano di Montréal l'Express. La coppia innamorata si trova a vivere le dure battaglie professionali nell'ufficio ed anche a letto. A seguito di varie incomprensioni, Michael lascia Stephanie subito dopo la nascita di Francis, il loro bimbo, per andare a vivere da solo. Il giornale si trova a vivere un momento economico difficile; il suo scrittore di maggior successo, Lionel Rivard (Rémy Girard), deve affrontare il suo problema d'alcolismo ed iniziano ad emergere varie gelosie tra colleghi. Michael decide di andare trovare il padre che lo aiuta ad avere una miglior visione della vita e del suo rapporto con la compagna. Stephanie nel frattempo riesce ad avere la sua opportunità di successo, concessagli dal padre, Emile Rousseau (Claude Leveille), dopo l'arrivo di un nuovo direttore che sospetta essere una spia interessata a sottrargli il giornale.
In seguito Stephanie, che eredita il giornale dal padre, Michael che si è riunito alla famiglia ed altri collaboratori cercano di far sopravvivere l'Express nel mercato ormai saturo dei giornali; nonostante le gravi perdite economiche, Stephanie cerca di dimostrare al padre di essere in grado di occuparsi del giornale, ma viene rapita da alcuni malviventi che chiedono al ricco padre il riscatto. Michael riuscirà a liberare la sua compagna ma in seguito lei non riuscirà più a vivere come prima, continuamente impaurita tanto che Michael deciderà di spostarsi con la famiglia nella residenza del padre di lei, protetta come una vera fortezza ad ovest di Montréal. Stephanie sospetta dell'accaduto il giornale suo rivale e concorrente, ma non ha il tempo di agire che altre disgrazie incombono: Michael infatti rimane imprigionato con dei lavoratori in una miniera, ma riesce a sopravvivere ed uscire, Emile Rousseau invece subisce un grave incidente d'elicottero a seguito del quale diventa paraplegico. Stephanie successivamente scopre di avere una quarta sorella, nata da una relazione del padre con un'altra donna e nel frattempo deve sempre lottare, assieme al figlio Francis, per far sopravvivere il suo giornale. Michael in tutto questo si sente intrappolato nel mondo dei Rousseau dove la compagna ed il figlio sono ereditieri di una grande fortuna e per questo teme di perderli.

## Cast principale
- Roy Dupuis: Michel Gagné
- Rémy Girard: Lionel Rivard
- Macha Grenon: Stephanie Rousseau
- Claude Léveillée: Émile Rousseau
- Francine Ruel: Léonne Vigneault
- Michel Barette: Serge Vandal
- Martin Drainville: Richard 'Tintin' Fortin
- Charlotte Laurier: Gabriella Salvatore
- Raymond Bouchard: Paul Vézina
- Michel Barrette: Serge Vandal
- Andrée Lachapelle: Yolande Rousseau
- René Gagnon: François Dumoulin

## Premi e Nomination

### Gémeaux Awards
- 1993 - Nominato come miglior colonna sonora.